# Seewen, Solothurn
Seewen är en ort och kommun i distriktet Dorneck i kantonen Solothurn, Schweiz. Kommunen har 1 064 invånare (2023).